# Sarcostemma viminale
Sarcostemma viminale là một loài thực vật có hoa trong họ La bố ma. Loài này được (L.) R.Br. miêu tả khoa học đầu tiên năm 1810.

## Hình ảnh

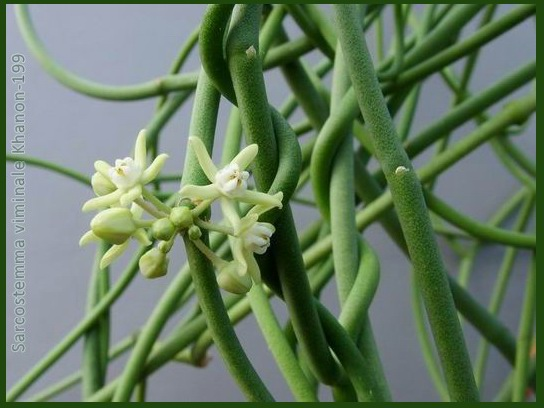
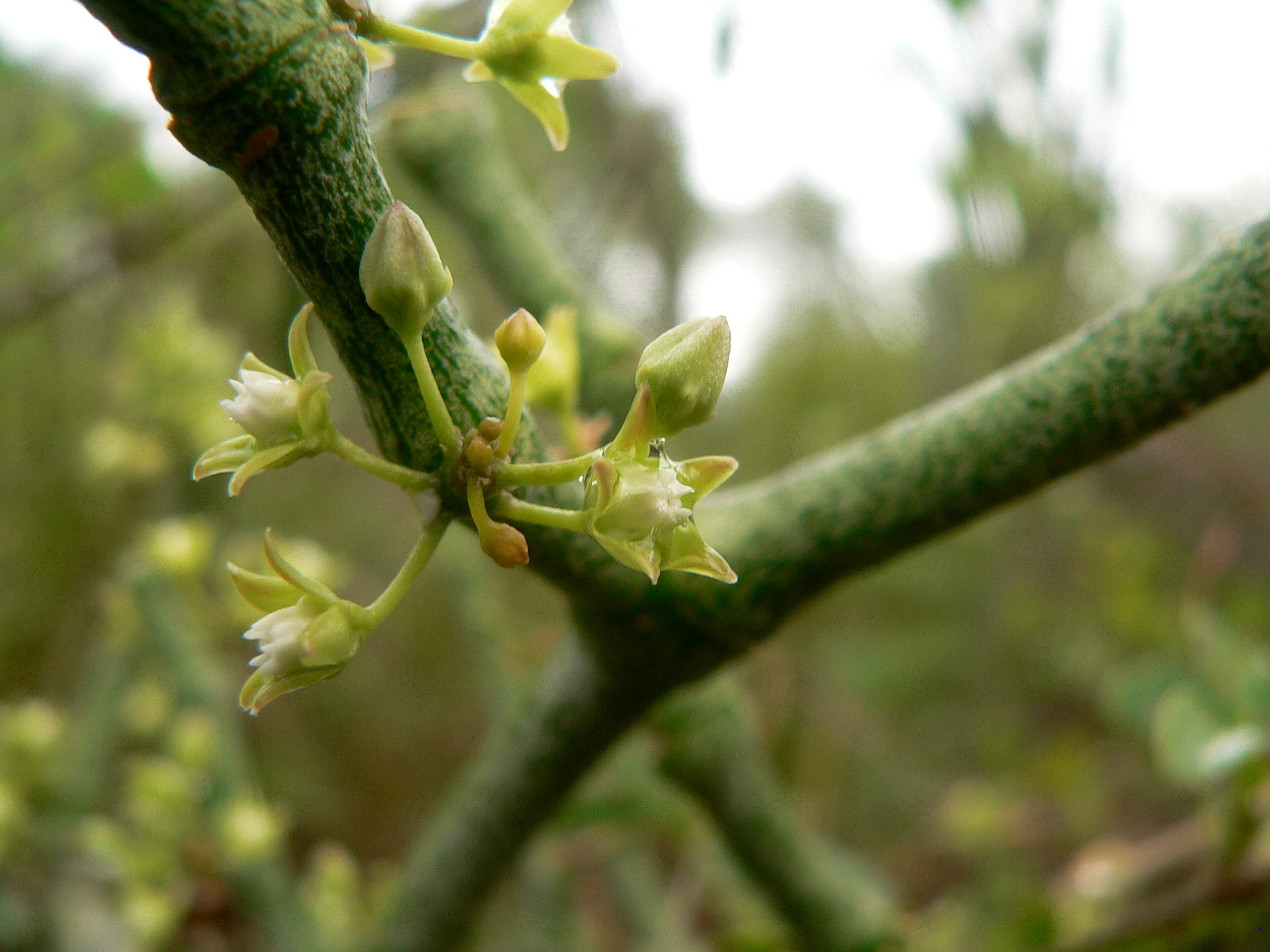
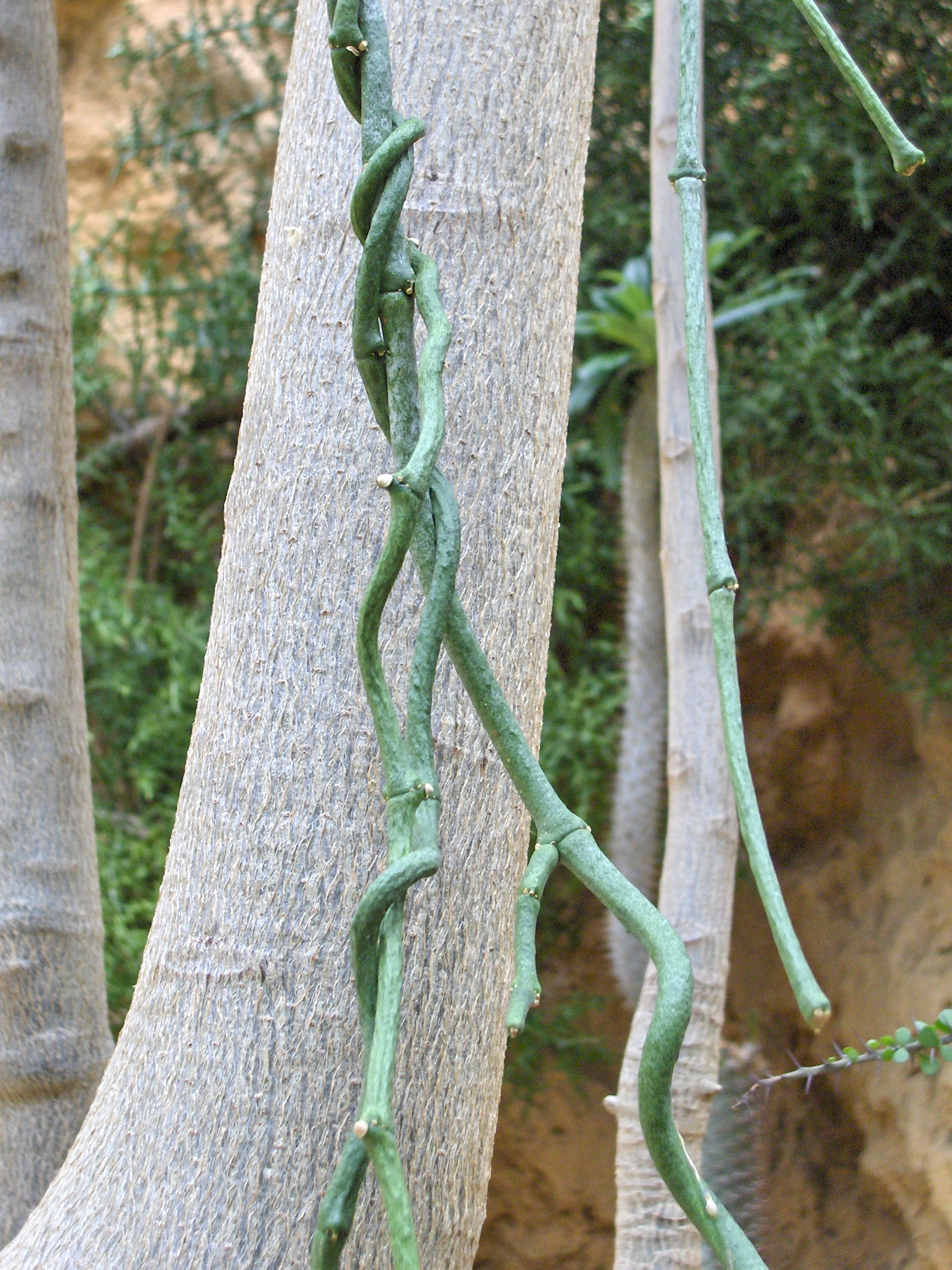
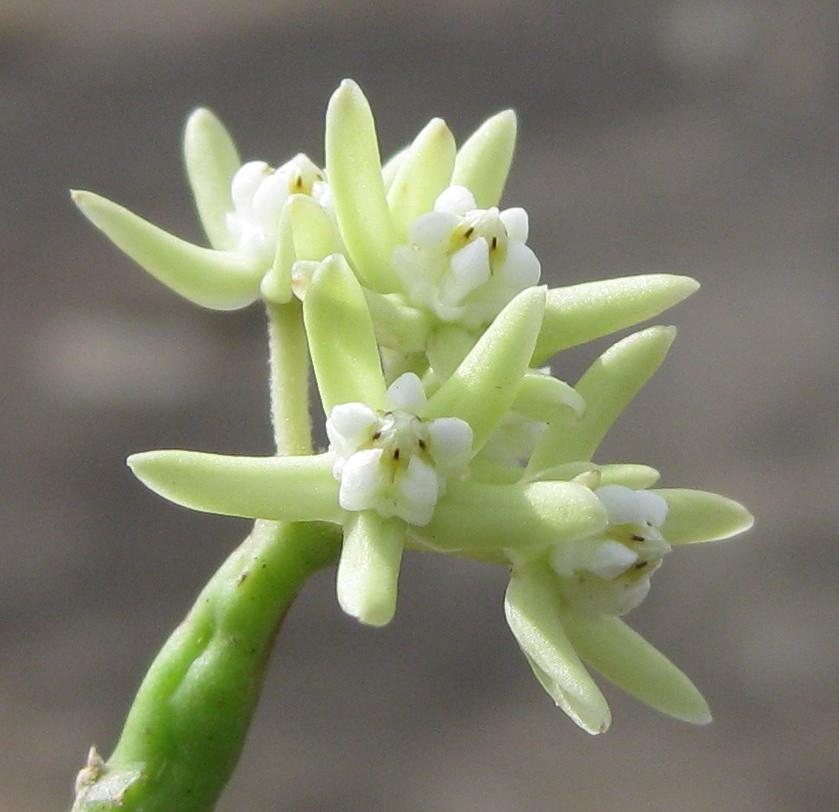